# 2015年西班牙大獎賽
2015年西班牙大獎賽（英語：2015 Spanish Grand Prix），官方名稱為2015年一級方程式賽車倍耐力西班牙大獎賽（西班牙語：Formula 1 Gran Premio de España Pirelli 2015），是2015年5月10日舉辦於西班牙的一場一級方程式賽車賽事。比賽在巴塞隆納-加泰隆尼亞賽道進行，總計66圈。這是2015年世界一級方程式錦標賽的第5場分站賽事。同時也是併入世界錦標賽後的第45屆西班牙大獎賽，以及第25度舉辦於加泰隆尼亞。
路易斯·漢米爾頓帶著領先隊友尼可·羅斯堡27分的積分差距來到這場比賽，緊追在後的是落後28分的法拉利車手賽巴斯蒂安·維泰爾。梅賽德斯車隊在車隊積分榜上則以52分的積分差距領先法拉利車隊。
最終，從桿位起跑的尼可·羅斯堡贏得了他本季的首座分站冠軍，這也是他在西班牙的首座以及職業生涯的第九座。他的隊友路易斯·漢米爾頓在糟糕的起跑後獲得亞軍，而季軍則為法拉利車手賽巴斯蒂安·維泰爾。

## 賽事簡報

### 背景
梅賽德斯被預期在巴塞隆納將處主導地位，因為他們每圈的優勢相較去年來的更大且他們在這條賽道的兩次季前測試皆有強勢的表現。
雷諾在前幾場比賽中出現的引擎問題，使丹尼爾·里卡多在短短四場比賽便使用到他最後一個動力單元後，為西班牙大獎賽推出一具全新、改良過的引擎，將目標放在提高可靠性和操控性。
麥拉倫以全新的暗灰色塗裝抵達巴塞隆納，這是為了「改善它的視覺衝擊……又為了在黃昏和夜間比賽中漸增使用的泛光燈」一位車隊代表說道。

#### 輪胎
輪胎供應商倍耐力在這場比賽提供車隊橘色硬胎作為首選胎，以及白色中性胎作為備選胎。

### 自由練習賽

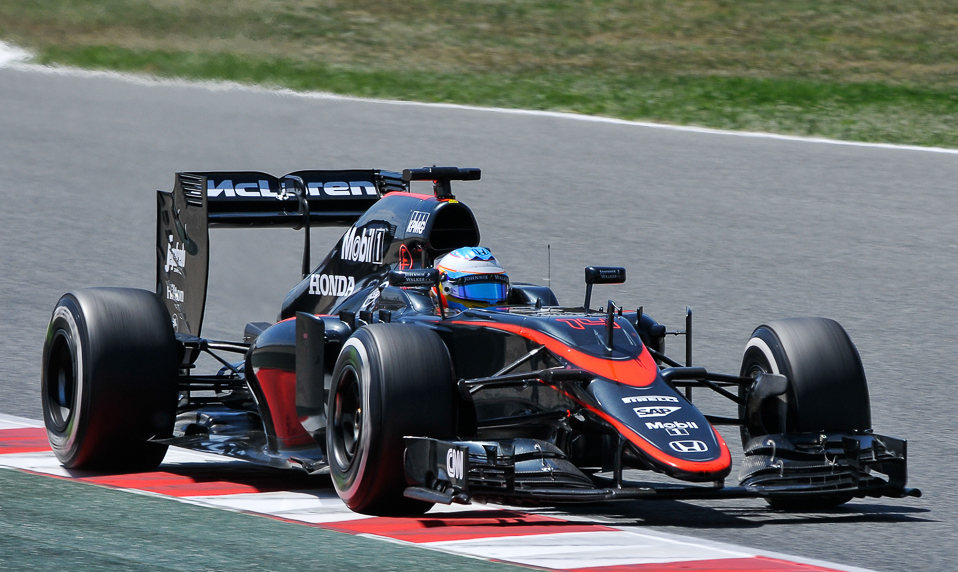
地主車手費爾南多·阿隆索駕駛著新的暗灰色塗裝的麥拉倫。

這場比賽共有三階段自由練習賽，兩場在週五，剩下一場在週六排位賽之前的早上。尼可·羅斯堡在週五是場上最快的車手，以些微的0.07秒之差擊敗了他的隊友路易斯·漢米爾頓。德國人在一次進入維修道入口返回維修站時，未能保持在安全柱的左側，因此引起了比賽幹事的關注。梅賽德斯不負眾望的比後方兩輛法拉利都快上約1秒。此階段有三位測試車手參賽：喬里恩·帕爾默如同前兩場比賽般頂替了羅曼·格羅斯讓出賽。拉菲爾·馬賽羅在馬來西亞大獎賽後，重返薩伯。作為她2015年首度登場的威廉斯車手蘇茜·沃爾夫，以0.8秒之差位居現役車手費利佩·馬薩之後。
路易斯·漢米爾頓是週五下午第二階段自由練習賽的最快車手，當時到了練習賽末端的賽道溫度上升逾20°C（36°F），來到近50°C（122°F）。極端的高溫將使輪胎快速耗損，導致許多車手抱怨賽道缺乏抓地力。賽巴斯蒂安·維泰爾拆散了兩輛梅賽德斯，以第二名完賽，落後漢米爾頓0.4秒，而與後方的羅斯堡相差0.3秒。丹尼爾·里卡多的引擎再度出現問題，迫使他得在練習賽中段更換新的引擎，使得他只剩下10分鐘可上場。麥拉倫在這一階段有著不錯的表現，簡森·巴頓以第七名完賽，而費爾南多·阿隆索則名列第十一。羅曼·格羅斯讓的蓮花遭受技術問題，最終他的車輛停在了起跑大直道上，並引發了紅旗。
在週六上午的第三階段自由練習賽中，見證了梅賽德斯在中性胎的優勢相較硬胎來的較不顯著，這也意味著賽巴斯蒂安·維泰爾能夠將與場上最快的尼可·羅斯堡間的差距縮小至0.2秒內。世界冠軍路易斯·漢米爾頓在3號彎處打滑出去，因而放棄了他此階段的練習。最終，他取得第3名，落後隊友0.2秒。表現低迷的麥拉倫車隊在此階段也有不錯的成績，巴頓與阿隆索分別取得第11和第14名。第5快的奇米·雷克南再度對他車輛的設置感到不滿，他在車隊無線電中諷刺地向車隊表示：「很好。我們在不對的設置中還能怎樣？」

### 排位賽

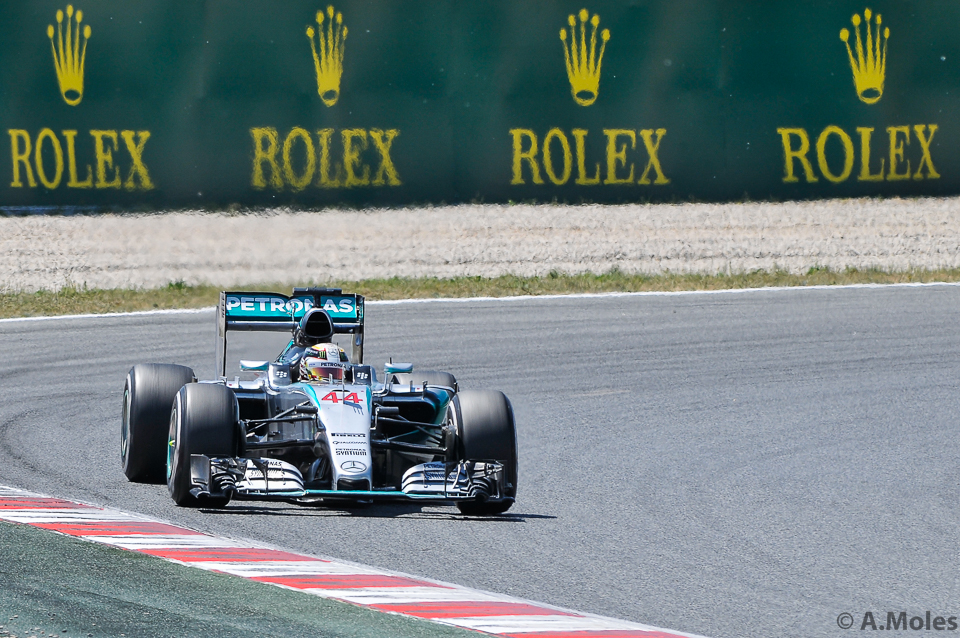
路易斯·漢米爾頓在2015年首度未能奪取桿位。

排位賽共包含三個部分，前兩階段分別各淘汰五名車手。在長達18分鐘的第一階段中，梅賽德斯靠著較硬的輪胎便順利挺進下一階段。同樣地，賽巴斯蒂安·維泰爾也是如此，而他的隊友奇米·雷克南則再度不滿他的設置，並以較軟的中性胎來完成他的計時圈。麥拉倫延續了他們上升的趨勢，兩輛車皆成功進入第二階段，這是該隊於2015年首次達到這一點。馬諾瑪魯西亞取得他們在排位後段熟悉的位置，第19位的威爾·史蒂文斯比前面一輛車慢上了將近3秒。另外，兩輛印度威力以及薩伯的马库斯·埃里克松皆止步於第一階段。
第二階段排位賽共計15分鐘，兩位梅賽德斯車手與維爾特利·鮑達斯皆只做出一趟計時圈，便足以進入第三階段。最終，薩伯的另一位車手費利佩·納斯爾，以及兩輛麥拉倫與兩輛蓮花被淘汰，意味著有五組隊友各自佔據了後面五排的起跑排位。
到了排位賽的最後一階段，前十名車手將有12分鐘的時間來做圈速。尼可·羅斯堡在完成他的首趟計時後暫時取得桿位，領先隊友路易斯·漢米爾頓0.25秒。威廉斯的費利佩·馬薩與奇米·雷克南皆不像他們的隊友還有一組全新的輪胎，這意味著他們將被快速的紅牛二隊追上，而紅牛二隊的兩位車手最終也占據了第三排排位。無論是羅斯堡，或是漢米爾頓皆無法在他們的第二趟計時圈刷新紀錄。最終，漢米爾頓在2015年首度未能從桿位起跑，而羅斯堡則取得了他職業生涯中的第16座桿位。

#### 排位賽後
紅牛二隊以他們的成績為樂，儘管小卡洛斯·塞恩斯坦承他沒想到自己能有如此的表現。羅斯堡對他本季的首座桿位感到滿意，表示「當然，我需要它宜早不宜遲」，並提到了他與漢米爾頓有著27分的積分差。因為根據統計，取得桿位對於贏得這場比賽極為重要，甚至比摩納哥來的更重要，從首位起跑被認為是羅斯堡的一大優勢。

### 正賽

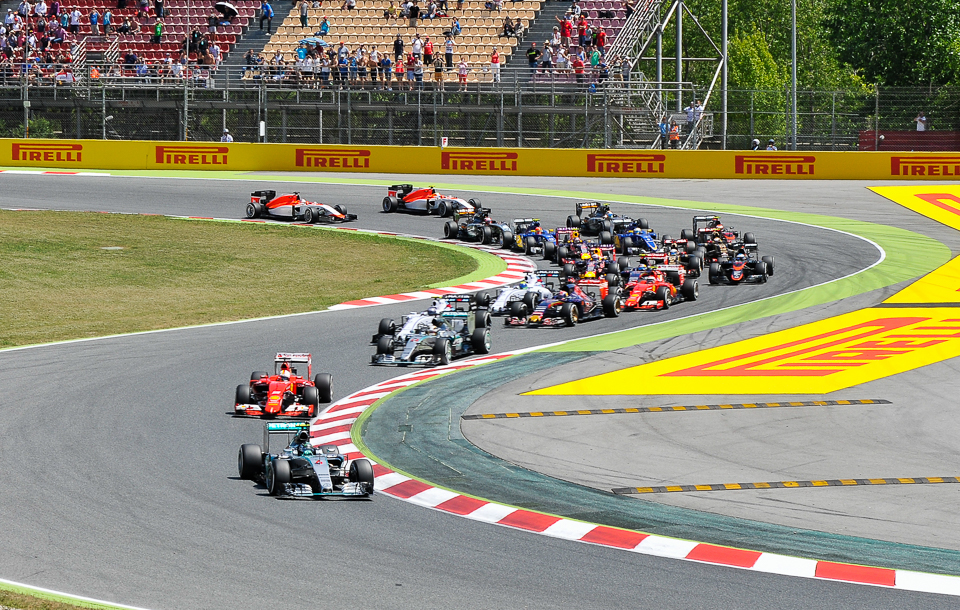
正賽起跑。

比賽燈滅開始，路易斯·漢米爾頓的起步沒有很理想，把第2位拱手讓給了賽巴斯蒂安·維泰爾，而後方又有來自維爾特利·鮑達斯的壓力。尼可·羅斯堡保持領先地位，後方車輛依序通過1號彎，並未發生任何碰撞。奇米·雷克南在首圈表現不錯，上升至第5名。兩位紅牛二隊車手沒能利用他們的排位優勢，名次逐漸下滑。隨著羅斯堡拉開的領先差距，漢米爾頓告知他的車隊要超掉維泰爾根本是「不可能的」。梅賽德斯在第14圈開始將他的策略轉變至三停，但是他的首次進站因為輪胎螺母出問題而損失了一些時間，更加無法追進在兩圈後完美進站的德國人。在接下來幾圈內，漢米爾頓嘗試著超越維泰爾，不過都無濟於事。不同於前面幾位車手，奇米·雷克南沒有在進站後採用中性胎，而是選擇了硬胎，這意味著他到了比賽後段將有著一定的競爭力。
在開場幾圈時，中段班兩輛蓮花間的爭鬥，再發生碰撞損壞了帕斯托·馬爾多納多的尾翼。在他首次進站後，整個尾翼的右側板被拆了下來，之後他在第47圈時退賽收場。費爾南多·阿隆索在此之前便成為場上首位退賽的車手，因為撕下的頭盔面罩膜跑進了他的後煞車，造成他的煞車過熱失靈。當他在第28圈進站時，他衝過停車格撞上一位技師，接著便無法再繼續參賽。紅牛在本週末遭遇了一些麻煩，排位賽成績位居姊妹隊紅牛二隊之後，不過在正賽要回了一些名次，最終以第七和第十的成績完賽。
在前段班中，漢米爾頓妥善運用了他的三停策略，持續在場上刷新最快單圈紀錄。第46圈時，羅斯堡執行他第二次，同時也是最後一次的進站，回到場上時正好位在漢米爾頓前，不後很快地就被他超越。這位世界冠軍在第51圈時執行他的最後一次進站，出維修站後，順利地跑在維泰爾之前保住第二名。隨後，他嘗試著拉近與前方羅斯堡的距離，不過在剩下14圈仍相差19秒的情況下，證明了他已經沒有機會爭奪分站冠軍。而雷克南在比賽最後幾圈時，已經逼近鮑達斯並嘗試超越他，不過最後並未成功，使他以第五名收場。隨著比賽來到尾聲，羅斯堡最終順利衝線，拿下他本季的首座分站冠軍，同時也是他職業生涯中第九座。羅斯堡的勝利使他成為過去九年來的第九位西班牙大獎賽分站冠軍得主。

### 賽後
分站冠軍尼可·羅斯堡在頒獎台採訪時，向西班牙電視節目主持人瑪麗亞·塞拉特（Maria Serrat）表示他有個「美好的週末」。在賽後的官方新聞發布會上，路易斯·漢米爾頓承認他「已經很久沒有這麼糟糕的起跑了」，接著解釋說這條賽道有多麼難超車。賽巴斯蒂安·維泰爾坦言漢米爾頓的首次進站並沒有出錯，在那一刻之後就很難再跑在他的前頭。
決定在本站駕駛原始配置的車輛奇米·雷克南後來說道他為車隊做出了一次「犧牲」，他說「我想在經過昨天與今天以兩輛不同的車輛出賽後，我們能從中學到了很多，所以我更相信我們能夠更周全的看待事物。」他接著指出梅賽德斯比法拉利更加合適於這條賽道的特性，因為他們有著較大的下壓力與速度。而他在維泰爾以落後羅斯堡45秒之差完賽後，表示他並不在意超過正常的差距。
在經過另一個艱難的週末，以及持續面臨著雷諾動力單元動力不足的問題後，紅牛重述了他們在賽季初表示過可能離開這項運動的威脅。他們的賽車運動顧問赫爾穆特·馬爾科表示：「在不久的將來，如果我們沒有一具有競爭力的引擎，那麼不是奧迪進軍就是我們離開。」然而，這家德國汽車製造商早在兩週前就表示他們沒有進軍一級方程式賽車的打算。而紅牛車隊主席克里斯蒂安·霍納早先也就他們的引擎穩定性問題，宣布他們的2015年賽季已經報銷。

## 賽事結果

### 排位賽成績
| 名次               | 車號 | 車手              | 車隊              | 第一階段 | 第二階段 | 第三階段 | 發車位 |
| ------------------ | ---- | ----------------- | ----------------- | -------- | -------- | -------- | ------ |
| 1                  | 6    | 尼可·羅斯堡       | 梅賽德斯          | 1:26.490 | 1:25.166 | 1:24.681 | 1      |
| 2                  | 44   | 路易斯·漢米爾頓   | 梅賽德斯          | 1:26.382 | 1:25.740 | 1:24.948 | 2      |
| 3                  | 5    | 賽巴斯蒂安·維泰爾 | 法拉利            | 1:27.534 | 1:26.167 | 1:25.458 | 3      |
| 4                  | 77   | 維爾特利·鮑達斯   | 威廉斯-梅賽德斯   | 1:27.262 | 1:26.197 | 1:25.694 | 4      |
| 5                  | 55   | 小卡洛斯·塞恩斯   | 紅牛二隊-雷諾     | 1:26.773 | 1:26.475 | 1:26.136 | 5      |
| 6                  | 33   | 馬克斯·維斯塔潘   | 紅牛二隊-雷諾     | 1:27.393 | 1:26.441 | 1:26.249 | 6      |
| 7                  | 7    | 奇米·雷克南       | 法拉利            | 1:26.637 | 1:26.016 | 1:26.414 | 7      |
| 8                  | 26   | 丹尼爾·科維亞特   | 紅牛-雷諾         | 1:27.833 | 1:26.889 | 1:26.629 | 8      |
| 9                  | 19   | 費利佩·馬薩       | 威廉斯-梅賽德斯   | 1:27.165 | 1:26.147 | 1:26.757 | 9      |
| 10                 | 3    | 丹尼爾·里卡多     | 紅牛-雷諾         | 1:27.611 | 1:26.692 | 1:26.770 | 10     |
| 11                 | 8    | 羅曼·格羅斯讓     | 蓮花-梅賽德斯     | 1:27.383 | 1:27.375 |          | 11     |
| 12                 | 13   | 帕斯托·馬爾多納多 | 蓮花-梅賽德斯     | 1:27.281 | 1:27.450 |          | 12     |
| 13                 | 14   | 費爾南多·阿隆索   | 麥拉倫-本田       | 1:27.941 | 1:27.760 |          | 13     |
| 14                 | 22   | 簡森·巴頓         | 麥拉倫-本田       | 1:27.813 | 1:27.854 |          | 14     |
| 15                 | 12   | 費利佩·納斯爾     | 薩伯-法拉利       | 1:27.625 | 1:28.005 |          | 15     |
| 16                 | 9    | 马库斯·埃里克松   | 薩伯-法拉利       | 1:28.112 |          |          | 16     |
| 17                 | 27   | 尼克·胡肯伯格     | 印度威力-梅賽德斯 | 1:28.365 |          |          | 17     |
| 18                 | 11   | 塞吉歐·培瑞茲     | 印度威力-梅賽德斯 | 1:28.442 |          |          | 18     |
| 19                 | 28   | 威爾·史蒂文斯     | 瑪魯西亞-法拉利   | 1:31.200 |          |          | 19     |
| 20                 | 98   | 羅伯托·梅里       | 瑪魯西亞-法拉利   | 1:32.038 |          |          | 20     |
| 107%時間：1:32.428 |      |                   |                   |          |          |          |        |
| 來源：             |      |                   |                   |          |          |          |        |

### 正賽成績
| 名次   | 車號 | 車手              | 車隊              | 圈數 | 時間/退賽   | 發車位 | 積分 |
| ------ | ---- | ----------------- | ----------------- | ---- | ----------- | ------ | ---- |
| 1      | 6    | 尼可·羅斯堡       | 梅賽德斯          | 66   | 1:41:12.555 | 1      | 25   |
| 2      | 44   | 路易斯·漢米爾頓   | 梅賽德斯          | 66   | +17.551     | 2      | 18   |
| 3      | 5    | 賽巴斯蒂安·維泰爾 | 法拉利            | 66   | +45.342     | 3      | 15   |
| 4      | 77   | 維爾特利·鮑達斯   | 威廉斯-梅賽德斯   | 66   | +59.217     | 4      | 12   |
| 5      | 7    | 奇米·雷克南       | 法拉利            | 66   | +60.002     | 7      | 10   |
| 6      | 19   | 費利佩·馬薩       | 威廉斯-梅賽德斯   | 66   | +81.314     | 9      | 8    |
| 7      | 3    | 丹尼爾·里卡多     | 紅牛-雷諾         | 65   | +1圈        | 10     | 6    |
| 8      | 8    | 羅曼·格羅斯讓     | 蓮花-梅賽德斯     | 65   | +1圈        | 11     | 4    |
| 9      | 55   | 小卡洛斯·塞恩斯   | 紅牛二隊-雷諾     | 65   | +1圈        | 5      | 2    |
| 10     | 26   | 丹尼爾·科維亞特   | 紅牛-雷諾         | 56   | +1圈        | 8      | 1    |
| 11     | 33   | 馬克斯·維斯塔潘   | 紅牛二隊-雷諾     | 65   | +1圈        | 6      |      |
| 12     | 12   | 費利佩·納斯爾     | 薩伯-法拉利       | 65   | +1圈        | 15     |      |
| 13     | 11   | 塞吉歐·培瑞茲     | 印度威力-梅賽德斯 | 65   | +1圈        | 18     |      |
| 14     | 9    | 马库斯·埃里克松   | 薩伯-法拉利       | 65   | +1圈        | 16     |      |
| 15     | 27   | 尼克·胡肯伯格     | 印度威力-梅賽德斯 | 65   | +1圈        | 17     |      |
| 16     | 22   | 簡森·巴頓         | 麥拉倫-本田       | 65   | +1圈        | 14     |      |
| 17     | 28   | 威爾·史蒂文斯     | 瑪魯西亞-法拉利   | 63   | +3圈        | 19     |      |
| 18     | 98   | 羅伯托·梅里       | 瑪魯西亞-法拉利   | 62   | +4圈        | 20     |      |
| Ret    | 13   | 帕斯托·馬爾多納多 | 蓮花-梅賽德斯     | 47   | 碰撞損壞    | 12     |      |
| Ret    | 14   | 費爾南多·阿隆索   | 麥拉倫-本田       | 28   | 剎車        | 13     |      |
| 來源： |      |                   |                   |      |             |        |      |

### 賽後排名
|   | 名次 | 車手              | 積分 |
| - | ---- | ----------------- | ---- |
|   | 1    | 路易斯·漢米爾頓   | 111  |
|   | 2    | 尼可·羅斯堡       | 91   |
|   | 3    | 賽巴斯蒂安·維泰爾 | 80   |
|   | 4    | 奇米·雷克南       | 52   |
| 1 | 5    | 維爾特利·鮑達斯   | 42   |

|  | 名次 | 車隊            | 積分 |
|  | ---- | --------------- | ---- |
|  | 1    | 梅賽德斯        | 202  |
|  | 2    | 法拉利          | 132  |
|  | 3    | 威廉斯-梅賽德斯 | 81   |
|  | 4    | 紅牛-雷諾       | 30   |
|  | 5    | 薩伯-法拉利     | 19   |

- 註記：僅列出前五名。

## 外部連結
| 上一場： 2015年巴林大獎賽   | 2015年世界一级方程式锦标赛 | 下一場： 2015年摩納哥大獎賽 |
| 上一屆： 2014年西班牙大獎賽 | 西班牙大獎賽               | 下一屆： 2016年西班牙大獎賽 |